# Cassiano Ricardo
Cassiano Ricardo (portuguès: Cassiano Ricardo Leite)  (São José dos Campos, 26 de juliol de 1895 - Rio de Janeiro, 14 de gener de 1974) va ser un periodista brasiler, crític literari i poeta.

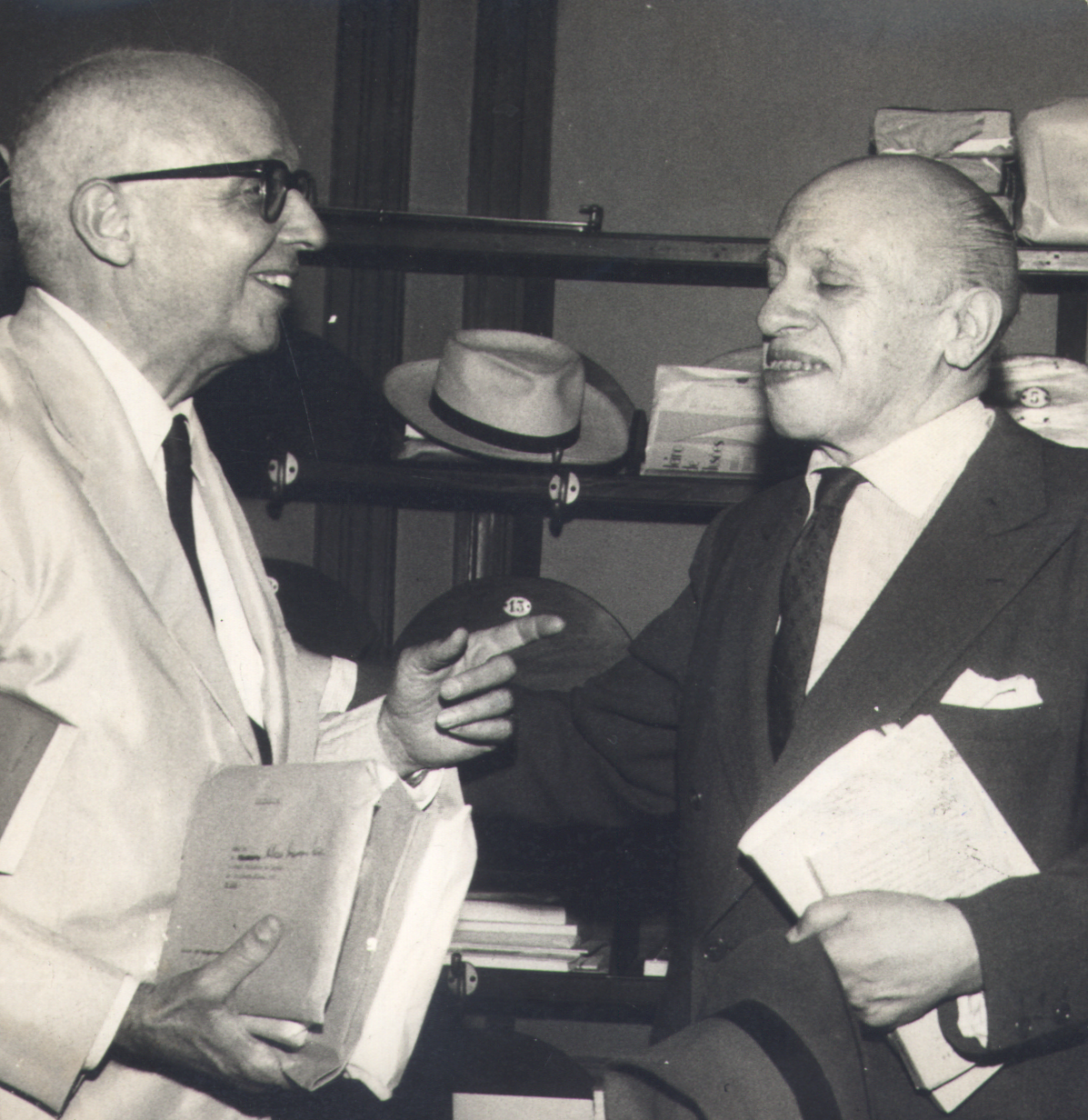
Cassiano Ricardo (dreta) el 1960

Exponent de les tendències nacionalistes del modernisme brasiler, es va associar amb els grups Moviment Verde-Amarelo i Anta, abans de renunciar a ells i fundar el grup de la Bandeira, una reacció socialdemòcrata a aquelles propostes ultranacionalistes.

## Carrera
Ricardo, anteriorment poeta simbolista, es va convertir en un adherent tardà al modernisme brasiler i va cofundar la revista mística nacionalista Novíssima. L'any següent, 1926, va llançar el moviment Verde-Amarelo, amb Menotti Del Picchia, Cândido Motta Filho i Plínio Salgado. El 1928 va cofundar el grup Bandera, novament amb Del Picchia i Motta Filho.
En els seus llibres Martim Cererê i Marcha para Oeste, proposava un Brasil anti-liberal i democràtic. Tenia una visió jeràrquica de la societat amb els blancs sostenint "l'esperit d'aventura i comandament".
El 1937, va ser elegit membre de l'Acadèmia Brasilera de Lletres, on va fer campanya per a que els poetes modernistes fossin reconeguts i apreciats formalment. El seu treball es va convertir en poesia concreta al final de la seva carrera.

## Obres
| - Dentro da noite (1915) - A flauta de Pã (1917) - Jardim das Hespérides (1920) - A mentirosa de olhos verdes (1924) - Vamos caçar papagaios (1926) - Borrões de verde e amarelo (1927) - Martim Cererê (1928) - Deixa estar, jacaré (1931) - Canções da minha ternura (1930) - Marcha para Oeste (1940) - O sangue das horas (1943) | - Um dia depois do outro (1947) - Poemas murais (1950) - A face perdida (1950) - O arranha-céu de vidro (1956) - João Torto e a fábula (1956) - Poesias completas (1957) - Montanha russa (1960) - A difícil manhã (1960) - Jeremias sem-chorar (1964) - Os sobreviventes (1971) |